# Richmond (Kansas)
Richmond – miasto w Stanach Zjednoczonych położone w stanie Kansas w Hrabstwie Franklin.